# Đường cao tốc Dầu Giây – Liên Khương
Đường cao tốc Dầu Giây – Liên Khương (ký hiệu toàn tuyến là CT.27)  là một đoạn đường cao tốc thuộc hệ thống đường cao tốc Việt Nam kết nối Đông Nam Bộ với vùng Nam Tây Nguyên Việt Nam. Đường cao tốc bao gồm đoạn Liên Khương – Prenn đã xây dựng và đưa vào sử dụng từ năm 2008 và đoạn Dầu Giây – Liên Khương đang chuẩn bị xây dựng. Khi hoàn thành, đường cao tốc sẽ rút ngắn thời gian di chuyển từ Thành phố Hồ Chí Minh đến các tỉnh Tây Nguyên, cũng như giải quyết tình trạng quá tải cho Quốc lộ 20 hiện tại.

## Vị trí
Toàn bộ tuyến đường cao tốc dài khoảng 220 km, bắt đầu tại nút giao Dầu Giây, huyện Thống Nhất, tỉnh Đồng Nai, kết nối với đường cao tốc Thành phố Hồ Chí Minh – Long Thành – Dầu Giây và điềm cuối tại chân đèo Prenn, thành phố Đà Lạt, tỉnh Lâm Đồng.

## Quy hoạch
Đường cao tốc này từng được quy hoạch từ năm 2015 đến 2021 với ký hiệu cũ là CT.14.

## Các phân đoạn

### Đoạn Dầu Giây – Liên Khương
Đường cao tốc Dầu Giây – Liên Khương dài 200,3 km, trong đó đoạn qua Đồng Nai dài 72 km và đoạn qua Lâm Đồng dài 128 km. Điểm đầu đường cao tốc nối với đường cao tốc Thành phố Hồ Chí Minh – Long Thành – Dầu Giây, và điểm cuối nối với đoạn Liên Khương – Prenn tại nút giao sân bay Liên Khương. Dự án này do Công ty Cổ phần Đầu tư phát triển đường cao tốc Biên Hòa - Vũng Tàu (BVEC) làm chủ đầu tư để quản lý và thực hiện dự án. Đường cao tốc được triển khai theo ba giai đoạn:
- Phân đoạn 1: Dầu Giây (Thống Nhất), Đồng Nai – Tân Phú, Đồng Nai
- Phân đoạn 2: Tân Phú – Bảo Lộc, Lâm Đồng
- Phân đoạn 3: Bảo Lộc – Liên Khương (Đức Trọng), Lâm Đồng

Toàn bộ đoạn cao tốc được quy hoạch xây dựng theo tiêu chuẩn đường cao tốc loại A, vận tốc thiết kế 80–120 km/h. Phân đoạn Bảo Lộc – Liên Khương chính thức khởi công xây dựng vào ngày 29 tháng 6 năm 2025 và dự kiến hoàn thành vào năm 2027. Đoạn Dầu Giây – Tân Phú được khởi công vào ngày 19 tháng 8 năm 2025 và dự kiến hoàn thành vào năm 2027.

### Đoạn Liên Khương – Prenn
Đường cao tốc Liên Khương – Prenn dài 19,2 km nối Cảng hàng không quốc tế Liên Khương, sân bay lớn nhất Tây Nguyên với chân đèo Prenn, cửa ngõ thành phố Đà Lạt. Tuyến đường được khánh thành và đưa vào sử dụng ngày 29 tháng 6 năm 2008 với quy mô tiền cao tốc.
Tháng 2 năm 2012, Công ty cổ phần phát triển đường cao tốc Biên Hoà - Vũng Tàu (BVEC) khởi công dự án nâng cấp tăng cường mặt đường cao tốc Liên Khương – Prenn lên cao tốc, đến ngày 30 tháng 6 năm 2013, đã thông xe từ nút giao Quốc lộ 27 đến chân đèo Prenn, đến ngày 30 tháng 9 cùng năm, đã thông xe toàn tuyến dự án này; trong tương lai sẽ nối tiếp với đường cao tốc Nha Trang – Liên Khương tại nút giao này.

## Chi tiết tuyến đường

### Làn xe
- Dầu Giây – Tân Phú, Liên Khương – Prenn: 4 làn xe và 2 làn dừng khẩn cấp
- Tân Phú – Liên Khương: 2 làn xe và 2 làn dừng khẩn cấp, một số đoạn vượt xe và nút giao thiết kế 4 làn xe và 2 làn dừng khẩn cấp.Bảng thông tin tốc độ cao tốc (đoạn Liên Khương - Prenn, tuyến đường vẫn còn ký hiệu CT.14 trên thực tế)

Bảng thông tin tốc độ cao tốc (đoạn Liên Khương - Prenn, tuyến đường vẫn còn ký hiệu CT.14 trên thực tế)

### Chiều dài
- Dầu Giây – Liên Khương: 200,3 km
- Liên Khương – Prenn: 19,2 km

### Tốc độ giới hạn
- Dầu Giây – Liên Khương: Tối đa 80 – 100 km/h, tối thiểu 60 km/h
- Liên Khương – Prenn:  Tối đa: 90 km/h (xe con, xe khách dưới 30 chỗ, xe tải dưới 3,5 tấn), Tối đa: 80 km/h (xe khách trên 30 chỗ, xe tải trên 3,5 tấn), Tối thiểu: 60 km/h

## Lộ trình chi tiết
- IC - Nút giao, JCT - Điểm lên xuống, SA - Khu vực dịch vụ (Trạm dừng nghỉ), TN - Hầm đường bộ, TG - Trạm thu phí, BR - Cầu
- Đơn vị đo khoảng cách là km.

| Số                                                                                | Tên                                                                               | Khoảng cách từ đầu tuyến                                                          | Kết nối                                                                           | Ghi chú                                                                           | Vị trí                                                                            | Vị trí                                                                            |
| Kết nối trực tiếp với Đường cao tốc Thành phố Hồ Chí Minh – Long Thành – Dầu Giây | Kết nối trực tiếp với Đường cao tốc Thành phố Hồ Chí Minh – Long Thành – Dầu Giây | Kết nối trực tiếp với Đường cao tốc Thành phố Hồ Chí Minh – Long Thành – Dầu Giây | Kết nối trực tiếp với Đường cao tốc Thành phố Hồ Chí Minh – Long Thành – Dầu Giây | Kết nối trực tiếp với Đường cao tốc Thành phố Hồ Chí Minh – Long Thành – Dầu Giây | Kết nối trực tiếp với Đường cao tốc Thành phố Hồ Chí Minh – Long Thành – Dầu Giây | Kết nối trực tiếp với Đường cao tốc Thành phố Hồ Chí Minh – Long Thành – Dầu Giây |
| --------------------------------------------------------------------------------- | --------------------------------------------------------------------------------- | --------------------------------------------------------------------------------- | --------------------------------------------------------------------------------- | --------------------------------------------------------------------------------- | --------------------------------------------------------------------------------- | --------------------------------------------------------------------------------- |
| 1                                                                                 | IC Dầu Giây                                                                       | 0.0                                                                               | Quốc lộ 1                                                                         | Đầu tuyến đường cao tốc                                                           | Đồng Nai                                                                          | Dầu Giây                                                                          |
| 2                                                                                 | IC Đường tỉnh 763                                                                 | 17.2                                                                              | Đường tỉnh 763                                                                    | Đang thi công                                                                     | Đồng Nai                                                                          | Định Quán                                                                         |
| BR                                                                                | Cầu La Ngà 2                                                                      | ↓                                                                                 |                                                                                   | Vượt sông La Ngà Đang thi công                                                    | Đồng Nai                                                                          | Định Quán                                                                         |
| 3                                                                                 | IC Gia Canh                                                                       | 40.0                                                                              | Đường Gia Canh                                                                    | Đang thi công                                                                     | Đồng Nai                                                                          | Định Quán                                                                         |
| SA                                                                                | Trạm dừng nghỉ                                                                    | 53.0                                                                              |                                                                                   | Chưa thi công                                                                     | Đồng Nai                                                                          | Phú Lâm                                                                           |
| 4                                                                                 | IC Tân Phú                                                                        | 58.0                                                                              | Quốc lộ 20                                                                        | Đang thi công                                                                     | Đồng Nai                                                                          | Phú Lâm                                                                           |
| BR                                                                                | Cầu vượt Quốc lộ 20                                                               | ↓                                                                                 |                                                                                   | Vượt Quốc lộ 20 Chưa thi công                                                     | Đồng Nai                                                                          | Phú Lâm                                                                           |
| 5                                                                                 | IC Đường tỉnh 721                                                                 | 72.6                                                                              | Đường tỉnh 721                                                                    | Chưa thi công                                                                     | Lâm Đồng                                                                          | Đạ Huoai                                                                          |
| SA                                                                                | Trạm dừng nghỉ                                                                    |                                                                                   |                                                                                   | Chưa thi công                                                                     | Lâm Đồng                                                                          | Đạ Huoai                                                                          |
| 6                                                                                 | IC Đambri                                                                         | 114.2                                                                             | Đường Lý Thái Tổ                                                                  | Đang thi công                                                                     | Lâm Đồng                                                                          | Phường 1 Bảo Lộc                                                                  |
| 7                                                                                 | IC Quốc lộ 55                                                                     | 126.4                                                                             | Quốc lộ 55 (Đường Nguyễn Văn Cừ)                                                  | Đang thi công                                                                     | Lâm Đồng                                                                          | Phường 1 Bảo Lộc                                                                  |
| SA                                                                                | Trạm dừng nghỉ                                                                    |                                                                                   |                                                                                   | Đang thi công                                                                     | Lâm Đồng                                                                          | Bảo Lâm 2                                                                         |
| 8                                                                                 | IC Quốc lộ 28                                                                     |                                                                                   | Quốc lộ 28                                                                        | Đang thi công                                                                     | Lâm Đồng                                                                          | Di Linh                                                                           |
| 9                                                                                 | IC Gia Hiệp                                                                       |                                                                                   | Quốc lộ 20                                                                        | Đang thi công                                                                     | Lâm Đồng                                                                          | Gia Hiệp                                                                          |
| BR                                                                                | Cầu Đại Ninh 2                                                                    | ↓                                                                                 |                                                                                   | Vượt sông Đa Nhim Đang thi công                                                   | Lâm Đồng                                                                          | Đức Trọng                                                                         |
| 10                                                                                | IC Tân Hội                                                                        |                                                                                   | Đường Đại Ninh - Ponguar                                                          | Đang thi công                                                                     | Lâm Đồng                                                                          | Tân Hội                                                                           |
| 11                                                                                | IC Quốc lộ 27                                                                     |                                                                                   | Quốc lộ 27                                                                        | Đang thi công                                                                     | Lâm Đồng                                                                          | Hiệp Thạnh                                                                        |
| 12                                                                                | IC Hiệp Thạnh                                                                     |                                                                                   | Đường cao tốc Liên Khương – Prenn                                                 | Đang thi công                                                                     | Lâm Đồng                                                                          | Hiệp Thạnh                                                                        |
| 13                                                                                | IC Định An                                                                        |                                                                                   | Quốc lộ 20                                                                        |                                                                                   | Lâm Đồng                                                                          | Hiệp Thạnh                                                                        |
| TG                                                                                | Trạm thu phí Định An                                                              |                                                                                   |                                                                                   |                                                                                   | Lâm Đồng                                                                          | Hiệp Thạnh                                                                        |
| 14                                                                                | IC Prenn                                                                          |                                                                                   | Quốc lộ 20 Đường Tuyền Lâm Đèo Prenn                                              | Cuối tuyến đường cao tốc                                                          | Lâm Đồng                                                                          | Ranh giới Hiệp Thạnh – Xuân Hương – Đà Lạt                                        |
| Kết nối trực tiếp với Đường cao tốc Nha Trang – Liên Khương (Chưa thi công)       |                                                                                   |                                                                                   |                                                                                   |                                                                                   |                                                                                   |                                                                                   |
| 1.000 mi = 1.609 km; 1.000 km = 0.621 mi                                          |                                                                                   |                                                                                   |                                                                                   |                                                                                   |                                                                                   |                                                                                   |